# Chuck Jones

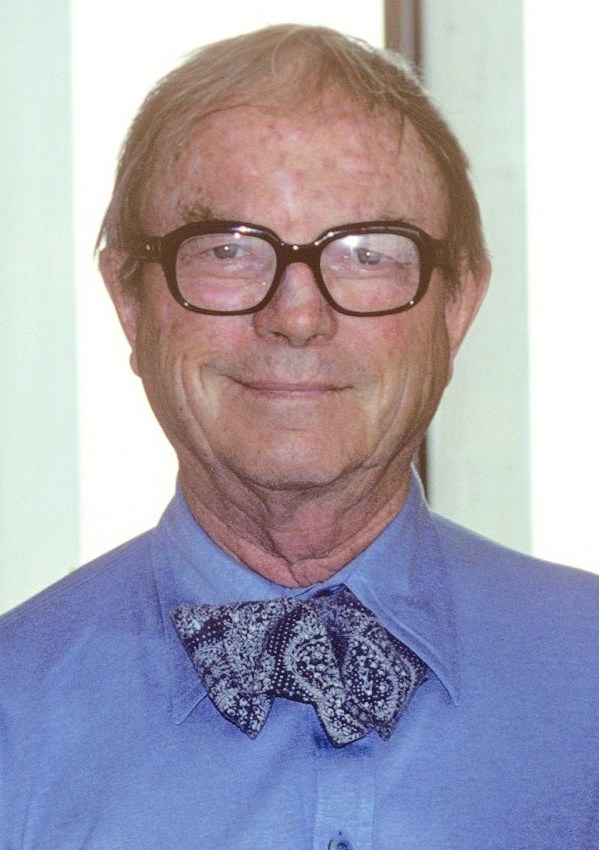
Chuck Jones (1978)

Charles Martin „Chuck“ Jones (* 21. September 1912 in Spokane, Washington; † 22. Februar 2002 in Corona del Mar, Kalifornien) war ein US-amerikanischer Zeichner und Regisseur von Zeichentrickfilmen, bei denen er auch als Drehbuchautor arbeitete.

## Leben
Chuck Jones wuchs in Los Angeles auf. Schon früh entwickelte er ein zeichnerisches Talent, das er ständig weiterentwickelte. Nach einem Studium am Chouinard Art Institute arbeitete er als Animationsassistent für die Zeichentrickstudios von Ub Iwerks und Walter Lantz.
1933 ging Jones zu Leon Schlesinger Productions, einer unabhängigen Produktionsfirma, für die damals auch Tex Avery tätig war. Dort sammelte er erste Erfahrungen als Regisseur und lieferte 1938 mit Mann oder Maus? sein Cartoon-Debüt ab. Die ersten Filme stießen beim Publikum allerdings auf wenig Akzeptanz. Kollegen kritisierten zudem das langsame Erzähltempo, den Mangel an Humor und den kitschigen Zeichenstil, der sich sehr an Walt Disney orientierte.
1942 schlug Jones mit Dover-Boys oder Die Rivalen aus Rockford Hall einen völlig neuen Weg ein und brach mit allen üblichen Konventionen. Er reduzierte und stilisierte die Zeichnungen auf ein Minimum und entfernte sich somit vom eher realistischen Standard, den Disney Jahre zuvor gesetzt hatte. Über den Film Dover-Boys oder Die Rivalen aus Rockford Hall sagte Jones später: „Mit ihm habe ich gelernt, komisch zu sein.“ Zu dieser Zeit begann er auch, eigene Charaktere zu erfinden, wie z. B. Charlie Dog, Hubie, Bertie, Die drei Bären und das auch später noch sehr populäre Schweinchen Dick. Während des Zweiten Weltkriegs arbeitete Jones gemeinsam mit Theodore „Dr. Seuss“ Geisel an „Private Snafu“, einer Serie von Aufklärungs- und Propaganda-Cartoons für Soldaten und zeichnete einen Wahlkampfspot für Franklin D. Roosevelt.
Bereits ab Anfang der 1930er-Jahre produzierte das Leon-Schlesinger-Studio für Warner Brothers die Zeichentrick-Serie Looney Tunes. Obwohl Bugs Bunny und Daffy Duck die unumstrittenen Stars der Show waren, erschuf auch Jones ab Mitte der 1940er zahlreiche unvergessliche Charaktere, darunter den Hund Marc Anthony, das Stinktier Pepé le Pew, den Marsianer Marvin sowie Road Runner und Wile E. Coyote. Zwei seiner ersten Erfolge als Regisseur waren die Cartoons Dicke Luft und So Much For So Little, für die er 1950 zwei Oscars gewann. Große Popularität erlangte Entnervte Ente von 1952, in dem Daffy Duck von seinem Zeichner gequält wird.
Als das Animationsstudio von Warner Brothers 1953 für zwei Jahre geschlossen wurde, arbeitete Jones in dieser Zeit beim Konkurrenten Disney. Teile des Films Dornröschen (1959) stammen von ihm. Nach seiner Rückkehr zu Warner schuf er 1955 Der singende Frosch, der von einem Mann handelt, der einen singenden Frosch besitzt. Dieser zeigt sein Talent jedoch nie in Anwesenheit anderer Menschen. Die Hauptfigur Michigan J. Frog war jahrelang das Maskottchen von Warner Brothers. In Der Ring der Niegelungen von 1957 bekämpfen sich Bugs Bunny und Elmer Fudd im Stil des Disney-Erfolgs Fantasia zu den Klängen von Richard Wagners Der Ring des Nibelungen. Beide Werke sind nach wie vor überaus populär und gelten heute längst als Klassiker.

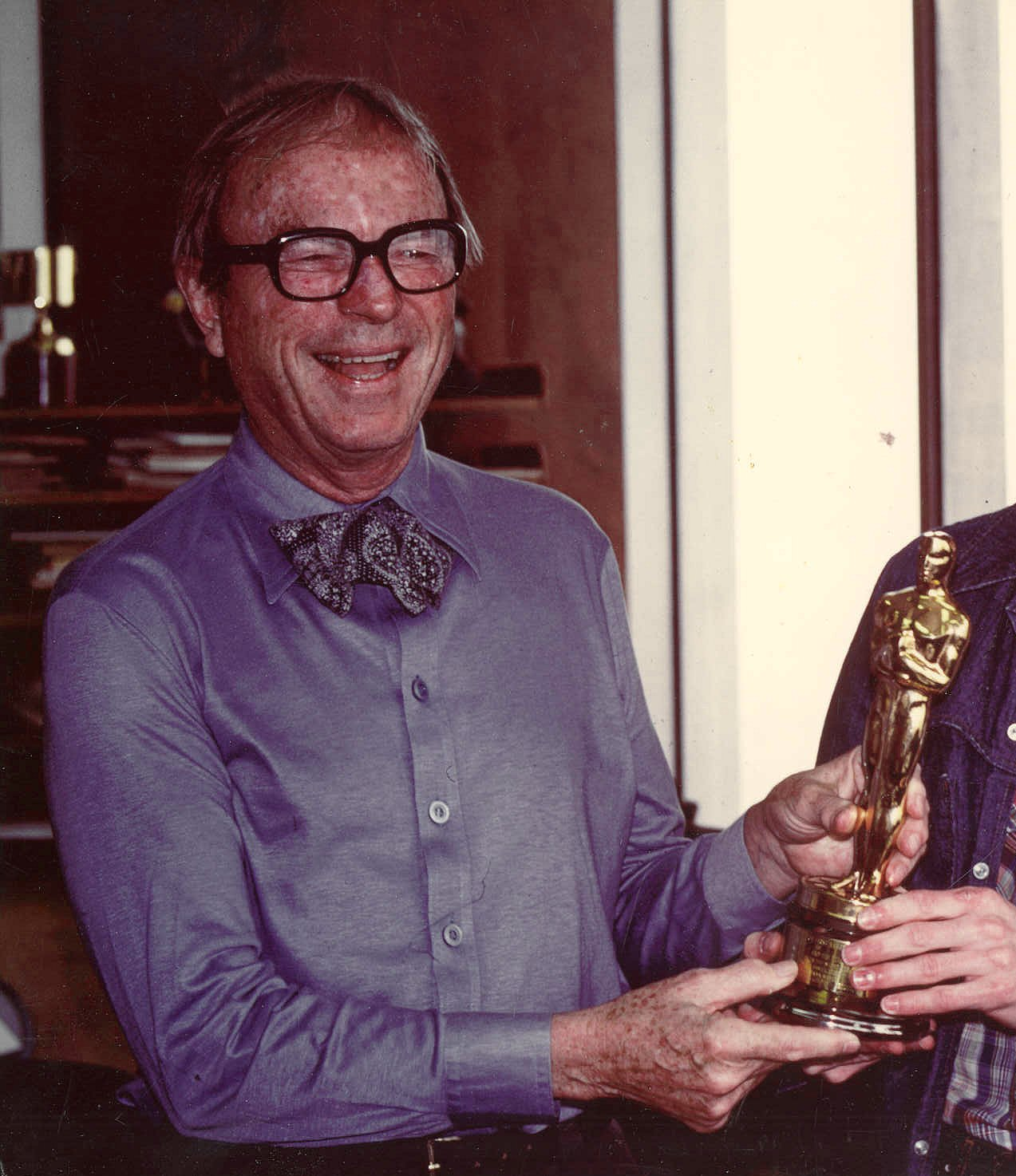
Chuck Jones (1976)

Anfang der 1960er schrieb Jones im Auftrag des Studios UPA das Drehbuch für den Film Gay Purr-ee. Da Warner dies als eine Vertragsverletzung ansah, wurde er 1962 entlassen. Ab 1964 zeichnete er für MGM einige Folgen der Serie Tom und Jerry. Mit seiner eigenen Animationsfirma Sib Tower 12 produzierte er 1965 den Film The Dot and the Line, der von der Liebe einer Gerade zu einem Punkt handelt und einen Oscar gewann.
1966 schuf Jones den Trickfilm Die gestohlenen Weihnachtsgeschenke, der auf dem Kinderbuch Wie der Grinch Weihnachten gestohlen hat von Dr. Seuss basiert. Der Film wird in den USA noch heute alljährlich zu Weihnachten im Fernsehen gezeigt.
Ab den 1980er-Jahren arbeitete Jones immer seltener als Animator. Stattdessen hielt er zahlreiche Vorlesungen an Kunstschulen und gab Zeichenkurse. Nebenbei war er auch in kleinen Rollen in Kinofilmen zu sehen, so in Joe Dantes Filmen Gremlins – Kleine Monster (1984) als Mr. Jones und Die Reise ins Ich (1987) als Supermarktkunde. Er arbeitete bis ins hohe Alter. Am 22. Februar 2002 starb Chuck Jones an Herzversagen. Er war zweimal verheiratet und hatte zwei Kinder. Insgesamt führte er bei fast 300 Cartoons Regie.

## Filmografie (Kurzfilme)
- 1939: Kaninchen im Hut (Prest-O Change-O)
- 1939: Daffy Duck und der Dinosaurier (Daffy Duck and the Dinosaur)
- 1940: Vorsicht Kamera (Elmer’s Candid Camera)
- 1941: Kaninchenplage (Elmer’s Pet Rabbit)
- 1942: Löwenherz und Hasenfuss (Hold the Lion, Please)
- 1942: Alles fauler Zauber (Case of the Missing Hare)
- 1943: Super-Schlappohr (Super-Rabbit)
- 1944: Der Bär ist los (Bugs Bunny and the Three Bears)
- 1945: Der Duft von L’amour (Odor-Able Kitty)
- 1945: Im Kaufhaus ist der Hase los (Hare Conditioned)
- 1946: Haarsträubender Hase (Hair-Raising Hare)
- 1948: Bugs Bunny und der Indianer (A Feather in His Hare)
- 1948: Bugs, der Boxer (Rabbit Punch)
- 1948: Hasen im Weltall (Haredevil Hare)
- 1948: Schlag auf Schlag (My Bunny Lies Over the Sea)
- 1948: Der preisgekrönte Mäusefänger (Mouse Wreckers)
- 1949: Mein lieber Herr Gesangsverein (Long-Haired Hare)
- 1949: Schnell und Stürmisch (Fast and Furry-ous)
- 1949: Eiskalter Hase (Frigid Hare)
- 1949: Geliebtes Stinktier (For Scent-imental Reasons)
- 1950: Hase ohne Heim (Homeless Hare)
- 1950: Vogel im Frack (8 Ball Bunny)
- 1950: Das Entenquiz (The Ducksters)
- 1950: Der Hase von Sevilla (Rabbit of Seville)
- 1950: Hau drauf, Hase! (Bunny Hugged)
- 1951: Die Jagdsaison ist eröffnet (Rabbit Fire)
- 1951: Porky und die grünen Schuhe (The Wearing of the Grin)
- 1951: Schluss mit dem Käse (Cheese Chasers)
- 1951: Papa Bär hat’s mächtig schwer (A Bear for Punishment)
- 1951: Quakende Colts (Drip-Along Daffy)
- 1952: Fresschen fürs Kätzchen (Feed the Kitty)
- 1952: Vom Regen in die Traufe (Water, Water Every Hare)
- 1952: Marvin der Marsmensch (The Hasty Hare)
- 1952: Road Runners Beep-Show (Beep, Beep)
- 1952: Kein Mittagessen für Kojote (Going! Going! Gosh!)
- 1952: Waidmanns Heil (Rabbit Seasoning)
- 1953: Schäfchen zählen (Don’t Give Up the Sheep)
- 1953: Schütze Bugs (Forward March Hare)
- 1953: Entnervte Ente (Duck Amuck)
- 1953: Astro-Daffy (Duck Dodgers in the 24½th Century)
- 1953: Vogelfang nach Kojotenart (Zipping Along)
- 1953: Duck dich, Duck! (Duck! Rabbit, Duck!)
- 1954: Bellen verboten! (No Barking)
- 1954: Heiße Sohle auf dem Highway (Stop! Look! And Hasten!)
- 1954: Holzfäller-Hase (Lumber Jack-Rabbit)
- 1955: Wettlauf in die Wolken (Beanstalk Bunny)
- 1955: Schwere Geschütze (Ready.. Set.. Zoom!)
- 1955: Zeichentrickserie (Rabbit Rampage)
- 1955: Pfeilschnell und explosiv (Guided Muscle)
- 1955: Der singende Frosch (One Froggy Evening)
- 1956: Maskerade mit Folgen (Broom-Stick Bunny)
- 1956: Goldrausch (Barbary-Coast Bunny)
- 1956: Steinschlag und Dynamit (There They Go-Go-Go!)
- 1957: Rollschuhsegler und Dampfwalzen (Scrambled Aches)
- 1957: Wolf im Schafspelz (Steal Wool)
- 1957: Der Ring der Niegelungen (What’s Opera, Doc?)
- 1957: Ali Baba Bunny
- 1957: Völlig durchgedreht (Zoom and Bored)
- 1958: Robin Hood Daffy
- 1958: Sternenflug (Hare-Way to the Stars)
- 1958: Plattgemacht und durchgeschleudert (Whoa, Be-Gone!)
- 1959: Musik, Maestro! (Baton Bunny)
- 1959: Arabische Nächte (Hare-Abian Nights)
- 1961: Allzeit Beep-Beep (Beep Prepared)
- 1963: Tom und die Penthouse Maus (Pent-House Mouse)
- 1963: Marshäschenom (Mad as a Mars Hare)
- 1963: Einfälle und Reinfälle (To Beep or Not to Beep)
- 1964: Tom der singende Kater (The Cat Above and the Mouse Below)
- 1964: Jerry der Wirbelsturm (Is There a Doctor in the Mouse?)
- 1964: Spiele mit dem Feuer (Snowbody Loves Me)
- 1964: Tom kriegt einen Stellvertreter (The Unshrinkable Jerry Mouse)
- 1964: Tom angelt sich Ärger (Much Ado About Mousing)
- 1965: Duell im Morgengrauen (Duel Personality)
- 1965: Tom als Wühlmaus (Ah, Sweet Mouse-Story of Life)
- 1965: Spielchen mit Tom (Tom-ic Energy)
- 1965: Tom als echter Kopfarbeiter (Bad Day at Cat Rock)
- 1965: Tom und die Magie (Haunted Mouse)
- 1965: Mit Tom gehts bergab (I’m Just Wild About Jerry)
- 1965: Die gute Fee (Of Feline Bondage)
- 1965: Im Jahr der Maus (The Year of the Mouse)
- 1965: Tom kommt auf den Hund (The Cat’s Me-Ouch)
- 1966: Tom unter Druck (Jerry, Jerry, Quite Contrary)
- 1966: Der ganz verliebte Tom (Love Me, Love My Mouse)
- 1966: Die gestohlenen Weihnachtsgeschenke (How the Grinch Stole Christmas!)
- 1967: Die Reise nach Venedig (Cat and Dupli-cat)
- 1967: Tom als Ölsardine (Cannery Rodent)
- 1967: Der Bär der keiner war (The Bear That Wasn’t)
- 1970: Das sprechende Staubkorn (Horton Hears a Who!)
- 1971: A Christmas Carol
- 1973: Das Weihnachtslied der Grille (The Cricket in Times Square)
- 1978: Bugs Bunny am Hofe König Arthurs (A Connecticut Rabbit in King Arthur’s Court)
- 1995: Peter und der Wolf (Peter and the Wolf)

## Filmografie (Langfilme)
- 1970: Milos ganz und gar unmögliche Reise (The Phantom Tollbooth)
- 1979: Bugs Bunnys wilde, verwegene Jagd (The Bugs Bunny/Road-Runner Movie)
- 1982: Bugs Bunny – Märchen aus 1001 Nacht (Bugs Bunny’s 3rd Movie: 1001 Rabbit Tales)
- 1983: Daffy Ducks fantastische Insel (Daffy Duck’s Movie: Fantastic Island)
- 1988: Daffy Duck’s Quackbusters

## Auszeichnungen und Nominierungen (Auswahl)
- 1950: Oscar für So Much for So Little
- 1950: Oscar-Nominierung für Mouse Wreckers
- 1950: Oscar für Dicke Luft (For Scent-imental Reasons)
- 1954: Oscar-Nominierung für From A to Z-Z-Z-Z
- 1961: Oscar-Nominierung für High Note
- 1962: Oscar-Nominierung für Allzeit Beep-Beep (Beep Prepared)
- 1962: Oscar-Nominierung für Nelly’s Folly
- 1965: Oscar-Nominierung für Now Hear This
- 1966: Oscar für The Dot and the Line
- 1996: Ehrenoscar für das Lebenswerk

Alle Nominierungen und Auszeichnungen in der Kategorie Bester animierter Kurzfilm (bis auf So Much For So Little in der Kategorie Bester Dokumentar-Kurzfilm)
- 1974: Winsor McCay Award für das Lebenswerk
- 1977: Golden Scroll-Award für das Lebenswerk
- 1980: Emmy-Nominierung für Bugs Bunny's Busting Out All Over
- 1992: Aufnahme von Der Ring der Niegelungen ins National Film Registry
- 1995: Stern auf dem Hollywood Walk of Fame
- 1999: Lifetime Achievement Award für das Lebenswerk

## Filmdokumentationen
- Chuck Jones – Ein Leben für den Zeichentrickfilm (Chuck Jones: Extremes and In-Betweens. A Life in Animation). Dokumentation von Margaret Selby und Greg Ford. USA 2000, 90 Minuten
- The Magical World of Chuck Jones. Dokumentation von George Daugherty. USA 1992, 93 Minuten